# N/T Império
O N/T Império foi um paquete português. Pertenceu à Companhia Colonial de Navegação (CCN), a quem serviu entre 1948 e 1973. Teve um navio gémeo, o N/T Pátria.

## Serviço da Companhia Colonial de Navegação
Entre 1948 e 1974 o navio operou na carreira colonial e também ao serviço do Estado no transporte de tropas quando da Guerra Colonial Portuguesa.
Em 1966 foi utilizado como navio presidencial pelo então presidente da república, o Almirante Américo Tomás, para uma deslocação entre Lisboa e Leixões.